# Oscar Halldin

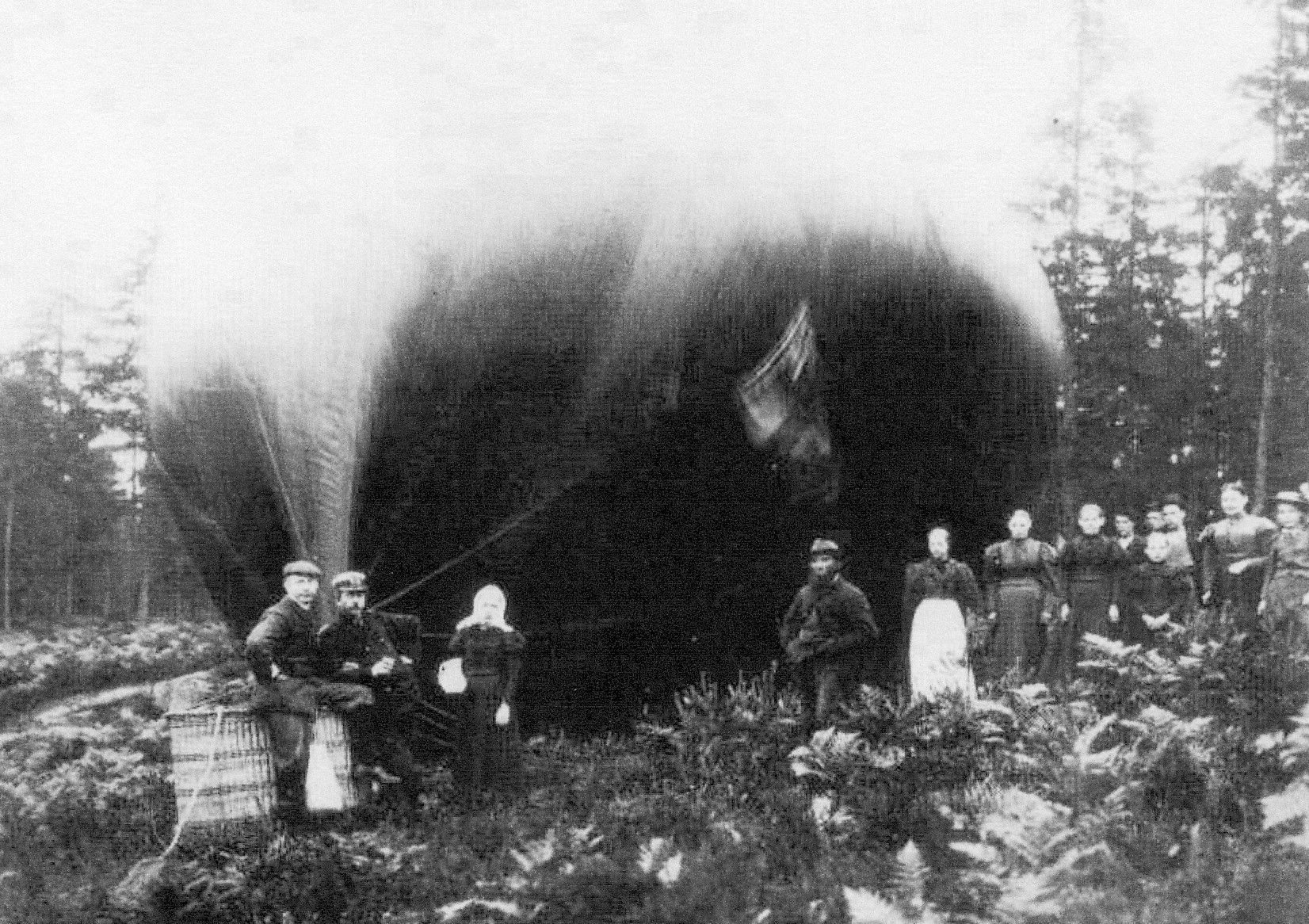
Oscar Halldin (vänster) och Francisco Cetti vid ballongen Frithiof Nansen i Lerum, 1898.

Carl Oscar Halldin, född 3 maj 1873 i Stockholm, död 9 maj 1948 i Bromma, var en svensk fotograf och hovfotograf. Han räknas som en av Sveriges första pressfotografer och blev känd för sina ballongfotografier, flygfotografier som var tagna från ballong.

## Utbildning och tidiga år
Oscar Halldin började sin fotografbana som elev hos sedermera hovfotografen Herman Hamnqvist i Karlskrona och hos Leverin & Co. Sin första bild sålde han redan 1892 till Allers Familj-Journal. År 1896 blev han föreståndare för Axel Lindahls fotografiaffär som var belägen vid Riddargatan 4 i Stockholm som och då ägdes av Wahlström & Widstrand. Firman hade specialiserad sig på fotografier tagna från ballong och spred ett stort antal fotoalbum med vyer över Sverige. År 1911 tog Halldin själv över rörelsen och blev 1912 även hovfotograf. Efter 1912 var han enbart verksam som ateljéfotograf.

## Reportagefotografen
Oscar Halldin betraktas som en av Sveriges första reportagefotografer, där en lång rad av bilder från Stockholmsutställningen 1897 blev internationellt kända. Han fick bevaka de Olympiska sommarspelen 1896 i Aten och i Stockholm 1912 samt genomförde reportageresor till bland annat Spetsbergen 1910. Hans fotografier kännetecknades av en dokumentär registrerande karaktär och stod för den fotografiska riktning som förespråkade den rena, oförfalskade fotografiska bilden.
Att de två äldsta stockholmspanorama-fotografierna finns bevarade i bild är Oscar Halldins förtjänst. I början av 1900-talet reprofotograferade han dessa daguerrotypi-panoramor, originalplåtarna existerar inte längre, men Halldins fotografier finns på Stockholms stadsmuseum. (Se Stockholmspanorama)

Stockholmsutställningen 1897
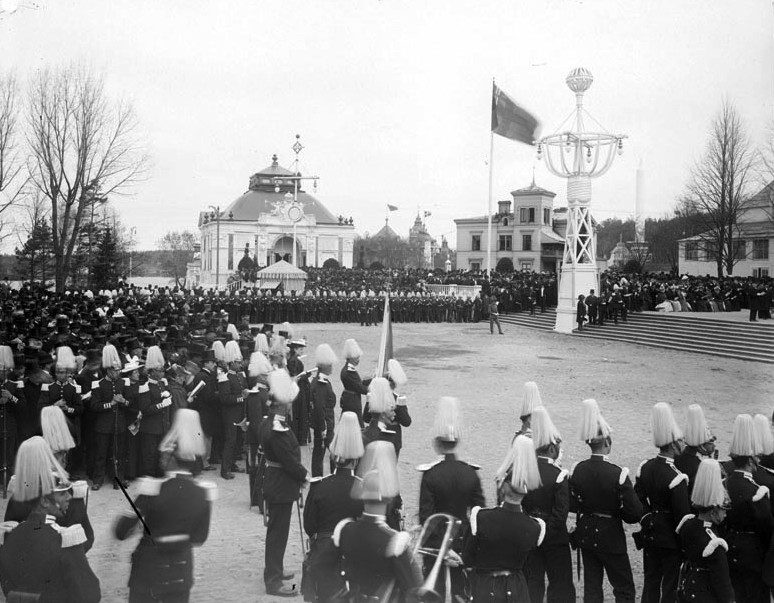
Öppningsceremonin, 15 maj 1897.
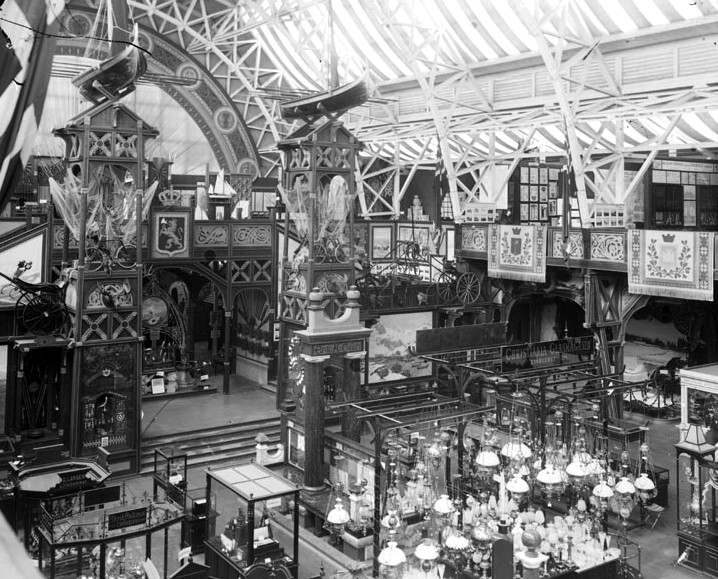
Industrihallen.
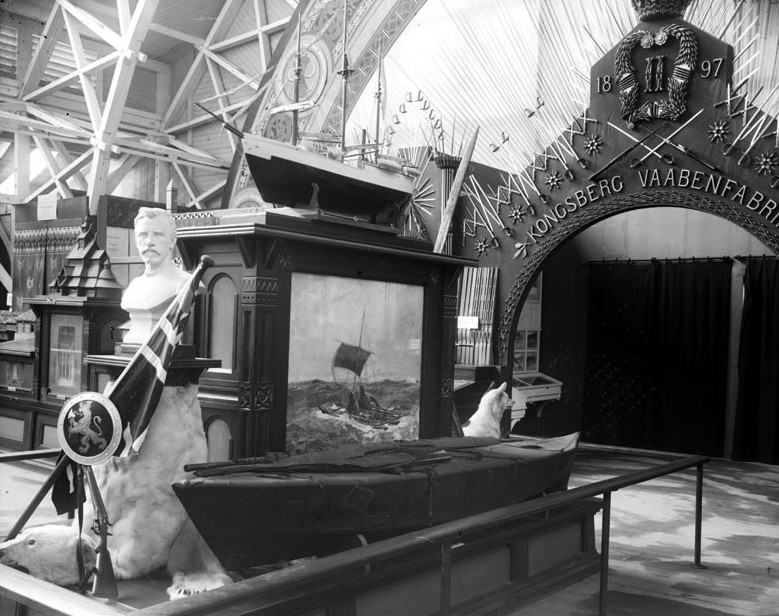
Nansenutställningen.

## Ballongfotografen
Halldin blev dock främst känd för sina ballongfotografier som han tog åren 1897–1898. Dessa bilder var huvudsakligen av dokumentär karaktär men blev anmärkningsvärt exakta, även för dagens experters kritiska blick. Hans ballongbilder räknas till de viktigaste flygperspektivfotografier innan fotografen Oscar Bladh på 1920-talet inledde sin landsomfattande bilddokumentation från flygplan.
För att kunna ta bilder med sin otympliga kamera för 24×30 cm glasplåtar från ballong hade Halldin monterat en sorts galge på gondolen, från vilken kameran hängde vertikalt nedåt och ”kunde vid behov med ett lätt handgrepp peka i hvilken riktning som hälst”. I Fotografisk tidskrift nr 178 från 1899 berättade han om sina tekniska och praktiska problem i samband en ballongresa året innan. Tillsammans med den norske aeronauten Francisco Cetti (pseudonym för Frants Forsberg) flög de i en fast förankrad ballong (ballon captif) över Stockholm:
| ” | ”Proceduren vid dessa inställningar var rätt besvärlig. Kapten Cetti tog plats vid motsatta kanten mot den, där jag själf befann mig. Han måste luta sig så mycket som möjligt ötfver motsatta korgkanten för att icke det hela skulle stjälpa öfverända. Under tiden höll Cetti mina ben för att hindra min allt för brådstörtade återfärd till planeten Tellus. Af de tolf plåtar jag medfört lyckades de elfva synnerligen väl…” | „ |

Några av de 24×30 cm stora glasplåtarna som togs vid detta tillfälle har bevarats på Stockholms stadsmuseum.

Stockholmsflygningen 1898
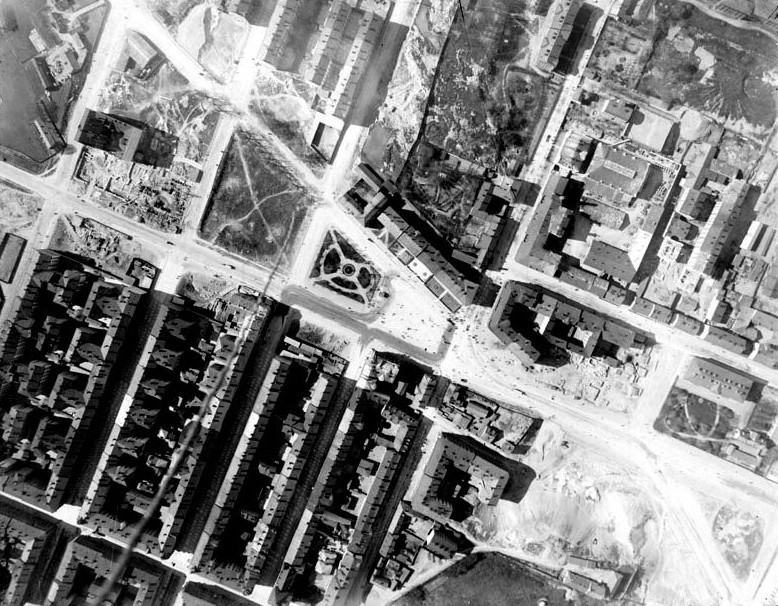
Lodbild över Odenplan
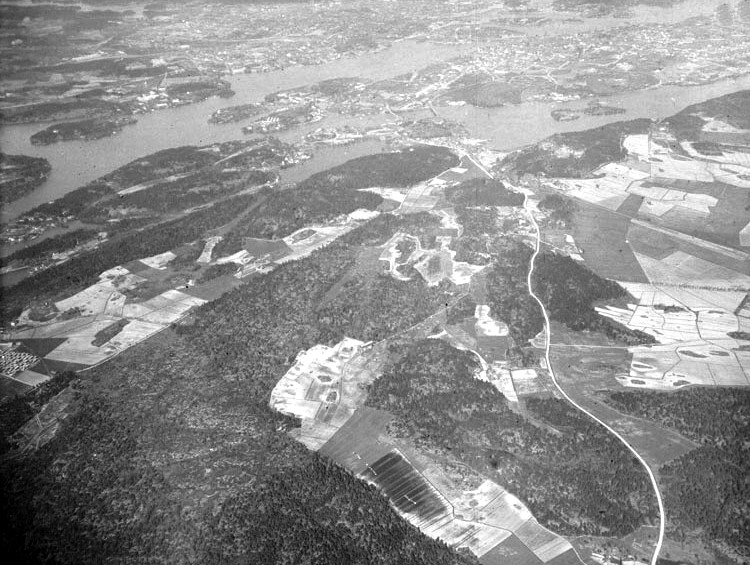
Södra Stockholm och Södertäljevägen
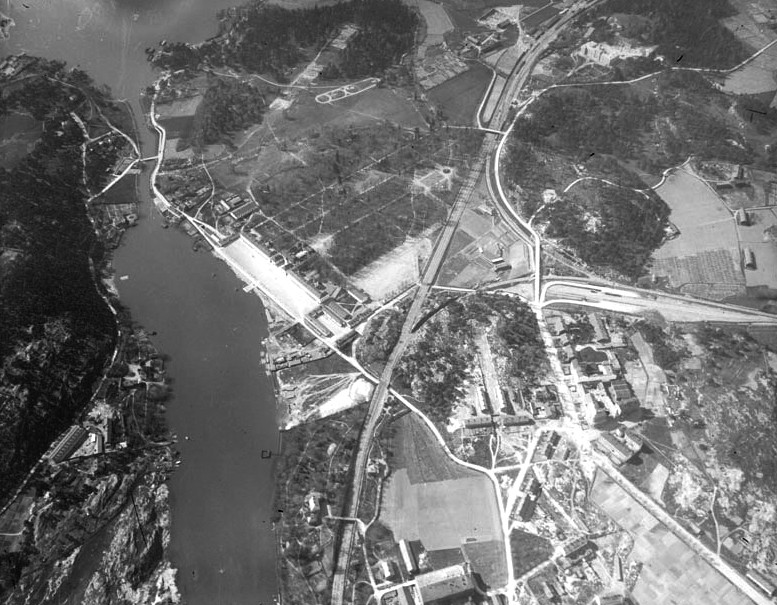
Karlbergssjön och Karlbergs slott

Ett av de mest anmärkningsvärda ballongbilderna som Halldin tog på sin Stockholmsflygning 1898 är en lodbild (lodrätt ner) över trakten kring Odenplan från ca 300 meters höjd. På samma resa tog Halldin ett foto från ca 1000 meters höjd ovanför Södertäljevägen mot Stockholm. Den ljusa linjen rakt över bilden är Södertäljevägen, det ljusa området till vänster är Aspudden och den stora skogklädda höjden bredvid är Hägerstensåsen. Till höger syns det vidsträckta Årstafältet. Ytterligare en ballongbild visar Stockholm strax före sekelskiftet 1900. Det är en vy över Karlbergsområdet med Karlbergssjön rakt ner och Karlbergs slott med exercisplatsen mitt i bild, nya järnvägen sträcker sig diagonalt till höger över bilden.
Den 6 juli 1898 flög Francisco Cetti och Oscar Halldin över Göteborg med ballongen Frithiof Nansen, för att utföra en liknande dokumentation som över Stockholm. Halldin försökte fotografera men större delen av flygningen var i moln. Landning skedde ca 3 km öster om Lerum och den tillskyndande ortsbefolkningen poserade med Halldin och Cetti framför ballongen.
Oscar Halldin är begravd på Norra begravningsplatsen utanför Stockholm.